# Adoração (álbum de PG)
Adoração é o álbum de estreia do cantor PG, gravado e distribuído após sua saída da banda Oficina G3. Produzido por Emerson Pinheiro, o disco possui as mesmas características sonoras do álbum Humanos, e traz as participações de Fernanda Brum, Marcus Salles, Raiz Coral e de Pinheiro. Foi certificado como disco de ouro pela ABPD.

## Faixas
1. "Ele ressuscitou" (Part. Raiz Coral)
2. "Posso ouvir"
3. "Meus dias"
4. "Sábia Loucura" (Part. Fernanda Brum)
5. "Quem é igual a ele?"
6. "Não se engane"
7. "A Palavra"
8. "Faz chover" (Part. Emerson Pinheiro)
9. "Quero ser teu amigo" (Part. Marcus Salles)
10. "Eu anunciarei"
11. "És fiel"
12. "Faça o bem"
13. "Santo" (Part. Raiz Coral)

## Músicos
- PG - Vocais
- Téo Dornellas - Guitarra
- Ney Limar - Baixo
- Johnny Mazza - Bateria
- Manuca - Teclado